# 2266 Tchaikovsky
2266 Tchaikovsky eller 1974 VK är en asteroid i huvudbältet som upptäcktes den 12 november 1974 av den ryska astronomen Ljudmila Tjernych vid Krims astrofysiska observatorium på Krim. Den har fått sitt namn efter tonsättaren Pjotr Tjajkovskij.
Asteroiden har en diameter på ungefär 46 kilometer.